# Château d'En Parayré
Le château d'En Parayré ou château d'En Garouste, est un ancien château-fort remanié situé à Prades, dans le Tarn (France). Daté de 1583, il a subi les affres des guerres de Religion puis a appartenu aux familles de Clauzade puis de Juge.

## Historique

### Origine
Le château d'En Parayré est sûrement élevé au cours du XVIe siècle, afin de contrôler l'accès à la vallée entre Saint-Paul-Cap-de-Joux et Puylaurens. Plus précisément, il aurait été élevé en 1583.
Il appartient originellement au consul Jehan Parairé, qui donne son nom au lieu.

### Les guerres de Religion
A la fin du XVIe siècle, alors que les guerres de Religion agitent la région, Jehan Parairé se trouve être protestant. Ainsi, en août 1585, lorsque le capitaine protestant Henri III de Navarre, futur roi Henri IV, est pris en embuscade par des ligueurs près de Saint-Paul-Cap-de-Joux, il passe par le château, avant de se réfugier temporairement dans celui de Magrin.
Il est ensuite sûrement attaqué à plusieurs reprises durant les événements troubles de ces décennies, pour finalement être pillé, incendié et détruit en 1628, certainement en lien avec les rébellions huguenotes.

### LesXVIIeetXVIIIesiècles
L'édifice est néanmoins rapidement relevé, puisqu'on le retrouve restauré deux ans plus tard, en 1630.
À partir de 1680, il devient la propriété de la famille de Clauzade, qui possède déjà les châteaux de Riols et de Scalibert. Le 23 mars 1686, la châtelaine, Rose Dupuy de Lagalade, abjure la foi protestante en même temps que ses cousins, propriétaires des châteaux cités ci-dessus. Le domaine reste dans la famille, et s'agrandit considérablement entre les mains de ses propriétaires successifs, comme Sylvère de Clauzade, consul puis maire de Saint-Paul. Il sauve d'ailleurs la bâtisse de la ruine de la Révolution en la léguant en 1791 à son frère, Jean de Clauzade, juge de paix, pour éviter son aliénation en tant que bien national.

### Du XIXe siècle à aujourd'hui
Finalement, la famille de Clauzade vend son château en 1862 à un agriculteur, Monsieur Fourgassié, qui modifie profondément le domaine pour lui donner une vocation agricole, et offre son aspect actuel à la demeure.
Par alliance, il transmet l'ensemble à la famille de Juge de Montespieu, qui le conserve encore aujourd'hui[réf. souhaitée].

## Architecture
Le château d'En Payraré est situé sur une colline et consiste en un corps de logis rectangulaire orienté est-ouest et complété d'une grande dépendance agricole. Sa façade nord est flanquée de deux tours carrée, arasées au niveau du toit.
Originellement, la construction de 1583 est une sorte de maison-forte flanquée d'un donjon carré et doté d'une silo et d'une citerne.